# Minju-partij
De Democratische Partij van Korea (Hangul: 더불어민주당, Deobureo Minjudang), ook bekend als de Minju-partij van Korea en voorheen de Nieuwe Politieke Alliantie voor Democratie (Hangul: 새정치민주연합, Saejeongchi Minjuyeonhap), is een Zuid-Koreaanse sociaalliberale politieke partij.
De partij ontstond op 26 maart 2014 als een fusie van de voorgaande Democratische Partij en de Nieuwe Politieke Visiepartij. Op 28 december 2015 kreeg de partij zijn huidige naam. De twaalfde president van Zuid-Korea, Moon Jae-in, is onder anderen lid van deze partij.